# Meyrickella ruptellus
Meyrickella ruptellus là một loài bướm đêm trong họ Erebidae.